# Province Centrali

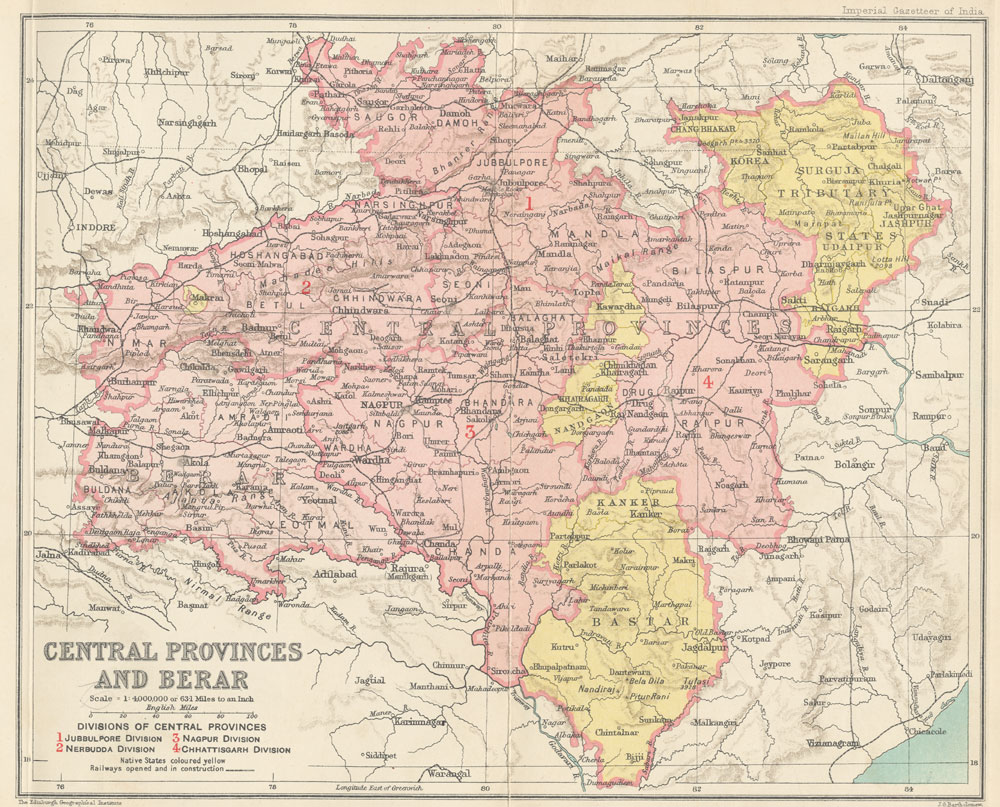
Mappa delle Province Centrali e Berar nel 1909, dove si mostrano distretti, divisioni e stati principeschi sotto l'autorità della provincia, oltre ai cambi avvenuti nel 1905 al confine orientale

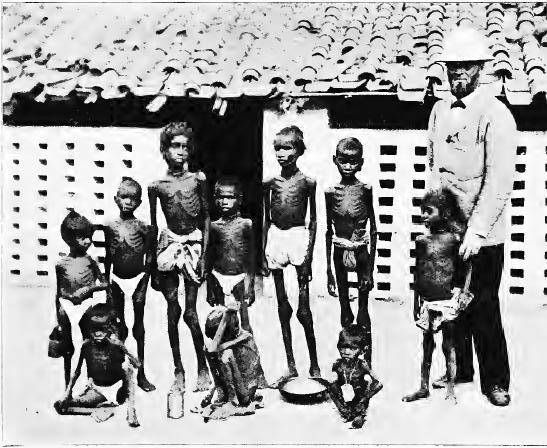
Bambini colpiti dalla carestia a Jubbulpore, Province Centrali, 1897

Le province Centrali (in inglese Central Provinces) erano una agenzia dell'India britannica. La sede della capitale local era posta a Nagpur. Nel 1936 divenne nota come Province Centrali e Berar.
Le Province Centrali vennero costituite nel 1861 dall'unione dei territori di Saugor e Nerbudda e della Provincia di Nagpur. Il distretto di Nimar che era amministrato dall'Agenzia dell'India Centrale venne aggiunto nel 1864. Lo stato era un'enclave circondata da stati principeschi indiani come lo stato di Bhopla e lo stato di Rewa a nord, gli Stati di Chota Nagpur e lo stato di Kalahandi ad est, oltre ai territori del nizam di Hyderabad a sud e la provincia di Berar ad ovest.

## Geografia
Le Province Centrali erano racchiuse in una catena montuosa tra altipiani e valli di fiumi al centro del subcontinente indiano.
La porzione più a nord dello stato si estendeva negli altipiani del Bundelkhand, i cui fiumi erano tributari dei fiumi Yamuna e Gange. La catena del Vindhya scorreva da est a ovest, facendo da spartiacque tra i bacini del Gange e del Yamuna e quello del fiume Narmada che occupava la parte centrale ed occidentale della provincia, portandosi poi al mar Arabico. L'alta valle del Narmada formava il centro della regione di Mahakoshal. Jabalpur (anticamente Jubbulpore) si trovava nell'alto Narmada, e rappresentava un importante snodo ferroviario.
La catena del Satpura divide la valle del Narmada dall'altipiano del Deccan a sud. Le Province Centrali includevano la parte nordorientale del Deccan, irrigata dai tributari del fiume Godavari tra cui il Wainganga, il Wardha e l'Indravati. Una parte del Berar si trovava nell'alto bacino del Tapti che portava poi il fiume nel Mar Arabico. Parte delle Province Centrali sull'altipiano del Deccan formava la regione di Vidarbha che includeva Nagpur, la capitale della provincia.
La parte orientale dello stato si trovava nella zona dell'alto bacino del fiume Mahanadi, creando lo spazio a vaste coltivazioni di riso presenti nella regione di Chhattisgarh. La catena di Maikal separava i bacini di Narmada e del Mahanadi. L'altipiano di Chota Nagpur si estendeva nella parte nordorientale della provincia.

## Demografia
I censimenti generali nella provincia si tennero nel 1866, 1872, 1881, 1891, 1901, 1911, 1921 e nel 1931. La popolazione nel 1866 era pari a 9.000.000 di persone, salite nel 1872 a 9.250.000. Il 1869 fu anno di carestia, anche se epidemie di colera esplosero poi nel 1872, 1878 e 1879. Dal 1881 la popolazione era salita a 11.500.000, e dal 1891 era giunta a 13.000.000. La popolazione nel 1901 era di 11.873.029. La mancanza delle piogge monsoniche estive tra il 1897 ed il 1900 portò ad una decrescita dei raccolti e ad una grande carestia che perdurò per tre anni consecutivi, oltre a nuove epidemie di colera che interessarono l'area per quasi un decennio. Una parte della decrescita della popolazione (da 1/8 a 1/4 della popolazione) era dovuta all'emigrazione verso Assam ed altre province dell'India.
Il censimento del 1911 contò una popolazione di 16.033.310 abitanti per le Province Centrali e Berar. Tra il 1917 ed il 1920 vi fu una nuova carestia in molti distretti, tra cui le Province Centrali che furono intaccate anche dalla peste bubbonica a più riprese nel 1911, 1912, 1915, 1917 e nel 1918. Il censimento del 1921 contò una popolazione in declino dello 0.3% rispetto al 1911 con una popolazione di 15.970.660 persone.
Il censimento del 1931 contò una popolazione totale di 17.990.937.

### Regioni linguistiche
Le Province Centrali avevano due distretti linguistici: il Mahakoshal, composto in gran parte da persone di lingua hindi, ed il Vidarbha, principalmente ma non esclusivamente composto da persone di lingua maratha.
Nel censimento del 1901, 6.111.000 persone (63%) della popolazione parlavano fluentemente l'hindi, mentre altre lingue erano il chhattisgarhi (27%), il Bundeli (15%), il Bagheli (10%) ed il Malvi o Rajasthani (5%). 2.107.000 (20%) parlava il marathi, la lingua principale dei distretti di Wardha, Nagpur, Chanda e Bhadara, oltre a porzioni meridionali del Nimar, del Betul, del Chhindwara e del Balaghat. La popolazione di lingua oriya raggiungeva i 1.600.000 abitanti, il 13.5%, ma il trasferimento del distretto di Sambalpur al Bengal nel 1905 ridusse il numero degli oriya a 292.000. Vi erano 94.000 persone che parlavano il telugu, in particolare nel distretto di Chanda. Dei 730.000 che parlavano altri linguaggi dravidiani, la maggioranza parlava il gondi e 60.000 parlavano il Korku. 74.000 parlavano il munda.

## Politica ed amministrazione
Le Province Centrali vennero amministrate dal 1861 al 1920 da un commissario capo.
Amministrativamente, le Province Centrali erano composte da quattro divisioni (Nerbudda, Jubbulpore, Nagpur e Chhattisgarh), che erano a loro volta divise in 18 distretti. Berar, pur essendo sotto la medesima autorità, era amministrata separatamente. Le Province Centrali contenevano al loro interno anche quindici stati principeschi indiani, con una popolazione di 1.631.140 abitanti al 1901, ovvero il 15% della popolazione totale della provincia. Il più grande di questi era lo stato di Bastar mentre il più piccolo era quello di Satki.
Nel 1903, la regione del Berar dello stato di Hyderabad venne posta sotto l'amministrazione del governatore generale delle Province Centrali, anche se ufficialmente rimase parte dell'Hyderabad. Nel 1905, gran parte del distretto di Sambalpur e gli stati di Bamra, Rairakhol, Sonpur, Patna e Kalahandi vennero trasferiti nella provincia del Bengala mentre gli stati di Changbhakar, Korea, Surguja, Udaipur e Jashpur passarono dal Bengala alle Province Centrali.
Il Government of India Act, 1912 permise la creazione dei concili legislativi per le province, e l'8 novembre 1913 venne costituito anche quello delle Province Centrali. Il Government of India Act, 1919 cambiò l'amministrazione ponendo a capo della provincia un governatore, allargando il consiglio legislativo ed espandendo i membri eletti col voto.
Le prime elezioni del Consiglio Legislativo sulla base delle riforme Montagu-Chelmsford del novembre e dicembre furono quelle del 1920. Il consiglio era composto da 71 membri: 53 eletti, 2 ex officio (membri del consiglio esecutivo) e 16 tra ufficiali e non ufficiali. Dei 53 membri eletti, 40 provenivano dalle costituenti generali (30 rurali e 10 urbani), 7 costituenti comunali e 6 costituenti speciali (Central Provinces & Berar Mining Association, Central Provinces & Berar Commerce & Industry Association, Berar Commerce & Industry e Central Provinces & Berar Landholders). L'Indian National Congress aveva deciso alla sua conferenza di Calcutta di boicottare le elezioni come parte del Non-cooperation Movement, e molti leaders prominenti nazionalisti, tra cui Ravishankar Shukla, E. Raghavendra Rao, B. S. Moonje, Daulat Singh, Makhan Lal Chaturvedi e Vishnudutta Shukla, decisero di non concorrere ai seggi, o ritirarono le loro candidature. I seggi legislativi andarono in gran parte ai Liberali ed ai lealisti. Gangadhar Rao Chitnavis venne nominato presidente del consiglio.
Le riforme Montagu-Chelmsford introdussero anche il principio della diarchia sulla base del quale alcuni settori come l'agricoltura, la salute pubblica, l'educazione ed il governo locale venivano concessi a ministri eletti, mentre i ministeri più significativi rimanevano nelle mani dei membri del consiglio esecutivo del governatore inglese. Tra gli indiani di maggior rilievo che prestarono servizio come ministri per le Province Centrali ricordiamo Moropant Vishvanath Joshi (ministero dell'interno) e E. Raghavendra Rao.
Dal 1923, i nazionalisti avevano deciso di partecipare alle elezioni legislative e tra il novembre ed il dicembre del 1923, il Swaraj Party, che invocava l'indipendenza indiana, vinse 41 dei 54 seggi elettivi. 4 seggi andarono agli indipendenti che generalmente erano alleati dei swarajisti, 4 ai liberali e 5 agli indipendenti alleati coi liberali. I swarajisti erano guidati da B. S. Moonje da Vidarbha, E. Raghavendra Rao da Mahakoshal e da S. B. Tambe e B. G. Khaparde di Berar. S. M. Chitnavis era il capo dei liberali. Pur ottenendo la maggioranza dei seggi, gli swarajisti, in ossequi alla politica del partito di ostruzionismo, si rifiutarono di costituire un governo, ed il governatore Frank Sly prescelse Chitnavis e Syed Hifazat Ali per formare un nuovo governo abile ad amministrare.
Alle elezioni del 1926, gli swarajisti si divisero, con una fazione che continuava la politica di ostruzionismo del partito, mentre il Responsive Cooperation Party che scelse di prendere parte al governo. Dopo l'elezione, B. S. Moonje formò un ministero unendo i partiti Responsive Cooperation, Independent Congress, Liberali e legislatori indipendenti nel National Party con 33 membri eletti.
Il ministero collassò nel 1933 per le lotte interne ai ministeri e venne formato un nuovo governo da Raghavendra Rao con Muhammad Yusuf Shareef e V. B. Choubal come ministri. Il ministero cadde nel 1934 e un nuovo ministero venne costituito con B. G. Khaparde come primo ministro e K. S. Naidu tra gli altri ministri. Questo ministero rimase in carica sino al 1937.
Nel 1933 gli stati principeschi della divisione di Chhattisgarh vennero trasferiti all'Agenzia degli stati orientali, e Makrai all'Agenzia dell'India Centrale. Il 24 ottobre 1936, le Province Centrali mutarono nome in Province Centrali e Berar con l'unione della divisione di Berar, la quale nominalmente rimaneva sotto la sovranità dello stato principesco di Hyderabad.